# Ябінг
Ябінг (нім. Jabing) — громада округу Оберварт у землі Бургенланд, Австрія.
Ябінг  займає площу  7,8 км². Громада налічує 745 мешканців. 
Густота населення 96/км².  
|                                |
| Ябінг на мапі округу та землі. |

 Адреса управління громади:  7503 Jabing. 

## Демографія
Історична динаміка населення міста за даними сайту Statistik Austria

## Виноски
1. ↑  Dauersiedlungsraum der Gemeinden Politischen Bezirke und Bundesländer - Gebietsstand 1.1.2018 — Статистичне управління Австрії.
2. ↑  Gemeindedaten von Jabing

| Австрія | Це незавершена стаття з географії Австрії. Ви можете допомогти проєкту, виправивши або дописавши її. |